# Domousnice
Domousnice település Csehországban, a Mladá Boleslav-i járásban. Domousnice Rokytňany, Dolní Bousov, Lhotky, Petkovy, Veselice, Řitonice, Rohatsko, Rabakov és Ujkovice településekkel határos. Lakosainak száma 313 fő (2024. január 1.).

## Népesség
A település lakosságának változását az alábbi diagram mutatja:
| Lakosok száma | 794  | 674  | 640  | 454  | 309  | 234  | 254  | 260  | 275  | 313  |
|               | 1869 | 1890 | 1921 | 1950 | 1980 | 2001 | 2017 | 2019 | 2022 | 2024 |